# Нејт Робинсон
Нејт Робинсон (енгл. Nate Robinson; Сијетл, САД, 31. мај 1984) је амерички кошаркаш.
На драфту 2005. одабрали су га Финикс Санси као 21. пика. Троструки је победник такмичења у закуцавањима.